# Храневич Василь Полікарпович
Васи́ль Поліка́рпович Хране́вич (нар. 28 лютого (12 березня) 1887, село Пирогівці, нині Хмельницького району Хмельницької області — пом. після 13 квітня 1937) — український зоолог. Фундатор подільської зоологічної школи.

## Біографія
Василь Полікарпович Храневич народився 28 лютого (12 березня) 1887 року в селі Пирогівці Летичівського повіту Подільської губернії (нині Хмельницького району Хмельницької області) в сім'ї православного священика.
Прадід Василя — Антоній Гербановський — був священиком у цьому селі майже шість десятиліть. 1781 року при ньому було збудовано дерев'яну церкву в честь святої великомучениці Параскеви. У цій церкві отець Антоній служив до 1838 року, помер 1840 року та був похований на церковному цвинтарі. Його наступником став його зять (дід Василя Храневича) — протоєрей Михаїл Козловський, який священствував у 1838–1884 роках. Його теж поховано на церковному цвинтарі. 1884 року настоятелем храму став зять отця Михаїла — Полікарп Храневич. 1892 року на парафіяльному цвинтарі на кошти парафіян і отця Полікарпа було закладено, а 1896 року освячено дерев'яну церкву в честь святого великомученика Димитрія .
Здобувши початкову освіту, Василь Храневич у 1901–1907 роках навчався в Кам'янці-Подільському — в Подільській духовній семінарії. Церковна кар'єра не особливо приваблювала Василя, тож, закінчивши семінарію, він вступив на природничий відділ фізико-математичного факультету Харківського університету. Закінчивши його, Храневич у 1911–1912 роках навчався на вищих державних курсах із луківництва та культури боліт при Ризькому політехнічному інституті (нині Ризький технічний університет). 1912 року молодий учений побував як слухач на науковому стажуванні в Німеччині та Швеції. Там він ознайомився з утриманням луків і боліт.
Від 1913 року Храневич працював у Чернігові завідувачем болотно-дослідного пункту губерніального земства. У 1916–1917 роках за сумісництвом він був інспектором сільського господарства в Чернігівському губернському земельному відділі.
У червні 1917 року Храневич переїхав до Києва. Тут він узяв участь в організації відділу луківництва та культури боліт Київського губерніального земства. Потім Василь Полікарпович деякий час працював губерніальним спеціалістом із кормових рослин.
Улітку 1919 року Храневич повернувся на Поділля. 25 листопада того ж року його призначили приват-доцентом по кафедрі луківництва та кормових культур Кам'янець-Подільського державного українського університету . Храневич викладав луківництво та культуру рослин на сільськогосподарському факультеті, був членом природничо-математичної секції наукового товариства, що діяло при університеті.
Коли в листопаді 1920 року в Кам'янці-Подільському остаточно утвердилася влада більшовиків, молодий учений залишився працювати в місті. Він викладав у сільськогосподарському інституті (нині Подільський державний аграрно-технічний університет). 1921 року колектив цього вишу обрав Храневича головою господарської ради, 1922 року він став керівником насіннєвого підвідділу інституту.
У 1920-х роках Храневич проявив себе як дослідник фауни Поділля. Фактично він став фундатором подільської зоологічної школи. Упродовж 1925–1926 років побачили світ такі праці ученого: «Ссавці Поділля», «Птахи Поділля», «Минуле фавни Поділля», «Нарис фавни Поділля».
11 вересня 1926 року Комісія преміювання наукових праць при Українській науці Народного комісаріату освіти відзначила праці Храневича та видала дослідникові грошову винагороду.
Брав участь у роботі Кам'янець-Подільського наукового товариства при ВУАН, яке існувало від 1925 до 1930 року.
1930 року Державне видавництво України видало підручник Храневича «Курс загальної зоології», призначений для вищих навчальних закладів України. Це був один із перших посібників такого типу, написаних українською мовою.
1932 року у «Сільвидаві» побачив світ ще один посібник ученого — «Курс систематики тварин для вишів».
1933 року велику групу науковців з Кам'янця-Подільського, всього 11 чоловік, було притягнуто до кримінальної відповідальності за міфічним звинуваченням у приналежності до Української військової організації. Серед них був і професор кафедри зоології інституту птахівництва Василь Храневич. Крім нього, в цій справі проходили:
- Микола Тимофійович Геращенко, професор інституту птахівництва,
- Сергій Антонович Плюйко, професор сільськогосподарського інституту, завідувач відділу селекції інституту птахівництва,
- Андрій Володимирович Розенкранц, викладач інституту соціального виховання,
- Федір Сергійович Панасюк, директор ботанічного саду інституту соціального виховання,
- Федір Дмитрович Наливайко, асистент кафедри фізіології інституту технічних культур,
- Михайло Васильович Курневич, викладач інституту соціального виховання,
- Григорій Данилович Бутко, викладач інституту соціального виховання,
- Мефодій Єфремович Савченко, викладач Артемівського інституту соціального виховання.

У березні 1933 року Храневича разом із групою науковців міста заарештували бійці Кам'янець-Подільського прикордонного загону ДПУ. Слідство тривало понад півроку. 19 листопада 1933 року прокурор Кам'янець-Подільського прикордонного загону ДПУ оголосив звинувачувальний вирок. У ньому зазначалося, що «розкрито та ліквідовано контрреволюційну повстанську шпигунську організацію УВО, яка ставила собі завданням збройним шляхом повалити радянську владу, відновити буржуазно-шовіністичну Велику Соборну Україну». Храневича разом з іншими підсудними звинуватили в тому, що він виховував студентів у «націоналістичному антирадянському дусі, займався шкідництвом у сільському господарстві, створював контрреволюційні осередки в селах під час проведення наукових експедицій».
Усі підсудні, не витримавши тортур, визнали свою вину. Храневича засудили до п'яти років перебування в концентраційному таборі. Такий же термін отримали Розенкранц, Геращенко, Плюйко, Панасюк, Наливайко, Курневич. Бутка засудили до трьох років, Савченка вислали на три роки в Західносибірський край.
Зазнали репресій і наукові праці вченого. Наприкінці грудня 1933 року методична рада Кам'янець-Подільського педагогічного інституту ухвалила постанову «Про шкідницькі настанови підручника В. П. Храневича „Курс загальної зоології“ (1930) в світлі марксистсько-ленінської методології». Насамперед було зазначено: «Перша ціль автора — дати підручник українською мовою. Але інститут наукової мови в Києві — найактивніший осередок СВУ». Далі підкреслювалося, що підручник написано за буржуазною методологією, що широко представлена в ньому «українська термінологія — націоналістичні винаходи автора».
13 липня 1934 року збори студентів-заочників біологічного відділу педагогічного інституту розглянули питання про шкідницькі настанови підручника Храневича. У резолюції зборів відзначалося, що підручник насичено «націоналістичною термінологією», у ньому «помітна тенденція до затушовування здобутків соціалістичної науки Радянського Союзу, до недооцінки досягнень і друкованого слова братерської РСФРР». Збори ухвалили підручник Храневича вважати шкідливим і не допускати до використання в навчальних закладах. Після цього праці Храневича стали вилучати з бібліотек.
Відбуваючи покарання, Храневич подав апеляцію про дострокове звільнення зі заслання. Але 13 квітня 1937 року на його прохання надійшло розпорядження з відділу НКВС СРСР за підписом Голінкова про те, що дострокове звільнення Храневича небажане. Будував Біломоро-Балтійський канал, в 1939 році, після перегляду справи, отримав ще 15 років таборів і був відправлений у табори Воркути. Подальша доля вченого невідома.